# Brazilský olympijský výbor
Brazilský olympijský výbor (portugalsky: Comitê Olímpico do Brasil – COB) je národní olympijský výbor založený 8. června 1914. V důsledku první světové války zahájil oficiální činnost až v roce 1935. Výbor vznikl v sídle Brazilské federace veslování (Federação Brasileira das Sociedades de Remo) na popud Metropolitní ligy atletických sportů (Liga Metropolitana de Esportes Atléticos).
Představuje nejvyšší autoritu brazilského sportu a řídící organizaci národních olympijských aktivit. Zodpovídá za rozvoj a šíření olympijských ideálů, zastupuje a zabezpečuje účast Brazílie na letních i zimních olympijských hrách.
Příjmy výboru pro financování aktivit plynou z více zdrojů. K hlavním se řadí 2% podíl ze zisku Brazilské národní loterie a příjmy z hazardních her. Od roku 1995 je prezidentem právník a bývalý volejbalový reprezentant Carlos Arthur Nuzman, jenž stál za iniciativou pořádání Letních olympijských her 2016 v Riu de Janeiru.